# Ivan Artipoli
Ivan Artipoli (Pescara, 24 de março de 1986) é um futebolista italiano que joga na SS Lazio.

## Biografia
Nascido em Pescara, Abruzzo, Artipoli começou sua carreira em Pescara Calcio. Artipoli era o membro da reserva desde a temporada 2001-02.